# Зара (Гера)
Зара (њем. Saara) општина је у њемачкој савезној држави Тирингија. Једно је од 61 општинског средишта округа Грајц. Према процјени из 2010. у општини је живјело 591 становника. Посједује регионалну шифру (AGS) 16076064.

## Географски и демографски подаци
Зара се налази у савезној држави Тирингија у округу Грајц. Општина се налази на надморској висини од 255 метара. Површина општине износи 8,5 km². У самом мјесту је, према процјени из 2010. године, живјело 591 становника. Просјечна густина становништва износи 69 становника/km².